# Karl Schlecht Stiftung
Die Karl-Schlecht-Stiftung (KSG) (Eigenschreibweise ohne Bindestriche) ist eine gemeinnützige Stiftung in Deutschland, die sich regional und bundesweit für Good Leadership einsetzt.

## Geschichte
Der Unternehmer Karl Schlecht (28.10.1932 -21.08.2024) gründete 1998 die Stiftung, die ihren Sitz in Aichtal bei Stuttgart auf dem Gelände des ehemaligen Stifterunternehmens Putzmeister hat. Seit 2013 führt sie zusätzlich ein Büro am Kurfürstendamm in Berlin.
Bis Januar 2012 hielt die Stiftung 99 Prozent der Anteile der Putzmeister Holding GmbH, des Unternehmens des Stifters. Als Putzmeister an das chinesische Unternehmen Sany Heavy Industry Co. Ltd. verkauft wurde, flossen 99 Prozent des Erlöses in das Vermögen der Stiftung ein, die seitdem mit einem Stiftungskapital von rund 500 Millionen Euro vorrangig fördernd tätig ist.

## Mitglieder des Vorstands
- Katrin Schlecht (Vorsitzende)
- Philipp B. Bocks
- Uwe Dyk

## Mitglieder des Kuratoriums
- Klaus M. Leisinger (Vorsitz)
- Ingrid Hamm
- Holger Hanselka
- Ulrich Hemel
- Claus Lehner
- Brigitte Schlecht

- Ernst Susanek (Ehrenmitglied)

## Mitarbeiter und Projekte
20 Mitarbeiter begleiten rund 80 Fremdprojekte sowie eigene Projekte. Jährlich werden ca. 8 Millionen Euro in die Projektförderung gegeben. Die langfristigen Förderzusagen betrugen Ende 2021 insgesamt 39,2 Millionen Euro.

## Stiftungszweck und Förderfokus

### Generelles
Stiftungszweck ist die Förderung von Projekten in den Bereichen Leadership, Ethik, Entrepreneurship, Technik und Kultur. Der Förderfokus der Stiftung liegt dabei auf „Good Leadership“. Ihre Leitidee ist die Verbesserung von Führung in Business und Gesellschaft durch humanistische Werte. Vor diesem Hintergrund unterstützt sie Projekte der Wissenschaft und Bildung, die zur ganzheitlichen, werteorientierten Persönlichkeitsentwicklung von jungen Menschen und angehenden Führungskräften beitragen.
Die Zwecke der Stiftung sind ausschließlich gemeinnützig und werden hauptsächlich fördernd und nur geringfügig operativ umgesetzt. Neben Projekten in Deutschland engagiert sich die Stiftung auch für die Verständigung mit und in China. In fünf Themenbereiche gegliedert verfolgt die Stiftung ihre Ziele.
2023 wurde die Stiftung vom Deutschen Hochschulverband als Wissenschaftsstiftung des Jahres 2023 ausgezeichnet.

### Ethik
Die Stiftung fördert Projekte zur ethischen Bildung von Schülern, für interkulturellen Wertedialog und für ethische Standards in der Wirtschaft.

### Leadership
Die Stiftung will die Weichen für Führungsexzellenz bei Studenten und angehenden Führungskräften stellen. Ziel ist es, diese Kompetenz bei Nachwuchskräften wachzurufen. Dabei setzt die Stiftung auf die Förderung der Persönlichkeitsstärke von Schülern, der persönlichen Reife des Führungsnachwuchses und der Erforschung und Vermittlung von Führungsmethoden.

### Entrepreneurship
Im Themenbereich Entrepreneurship Education fördert die Stiftung Projekte zur Stärkung des unternehmerischen Denkens und Handelns in der Schule und der Gründerkompetenz.

### Kultur
Im Themenbereich Kulturelle Bildung setzt sich die Stiftung für die kulturelle Bildung von Schülern ein und die Förderung von Nachwuchskünstlern in Baden-Württemberg und Berlin. 

### Technik
Zusätzlich fördert die Stiftung Projekte der technischen Bildung.